# Ernestinovo
Ernestinovo – wieś w Chorwacji, w żupanii osijecko-barańskiej, siedziba gminy Ernestinovo. W 2011 roku liczyła 1047 mieszkańców.